# Kazimierz Pułaski pod Częstochową (obraz Juliusza Kossaka)
Kazimierz Pułaski pod Częstochową – powstały w 1883 obraz autorstwa polskiego malarza Juliusza Kossaka.
Na obrazie przedstawiony został gen. Kazimierz Pułaski u podnóża Jasnej Góry podczas obrony klasztoru w latach 1770–1771 przed połączonymi wojskami królewskimi i rosyjskimi gen. Iwana Drewicza.
Obraz znajduje się w zbiorach prywatnych.